# Campionati europei di ciclismo su strada 2005
I Campionati europei di ciclismo su strada 2005 si disputarono a Mosca, in Russia, tra il 7 e il 10 luglio 2005.

## Eventi

### Cronometro individuali
Giovedì 7 luglio
- Donne Under 23, 22 km
- Uomini Juniors, 22 km

Venerdì 8 luglio
- Uomini Under-23, 33 km
- Donne Juniors

### Corse in linea
Sabato 9 luglio
- Donne Under-23
- Uomini Juniors

Domenica 10 luglio
- Donne Juniors, 81,6 km
- Uomini Under-23

## Medagliere
| Pos.   | Nazione   | Oro | Argento | Bronzo | Totale |
| ------ | --------- | --- | ------- | ------ | ------ |
| 1      | Russia    | 3   | 2       | 1      | 6      |
| 2      | Italia    | 1   | 1       | 4      | 6      |
| 3      | Ucraina   | 1   | 1       | 0      | 2      |
| 4      | Rep. Ceca | 1   | 0       | 0      | 1      |
| 4      | Germania  | 1   | 0       | 0      | 1      |
| 4      | Polonia   | 1   | 0       | 0      | 1      |
| 7      | Belgio    | 0   | 1       | 1      | 2      |
| 7      | Lituania  | 0   | 1       | 1      | 2      |
| 9      | Danimarca | 0   | 1       | 0      | 1      |
| 9      | Svezia    | 0   | 1       | 0      | 1      |
| 11     | Slovenia  | 0   | 0       | 1      | 1      |
| Totale | Totale    | 8   | 8       | 8      | 24     |

## Sommario degli eventi
| Eventi                 | Oro                           | Tempo    | Argento                      | Tempo   | Bronzo                          | Tempo   |
| Uomini Under-23        |                               |          |                              |         |                                 |         |
| Gara in linea dettagli | František Raboň Rep. Ceca     | 4h03'06" | Anders Lund Danimarca        | a 7"    | Nick Ingels Belgio              | s.t.    |
| Cronometro dettagli    | Dmytro Hrabovs'kyj Ucraina    | 42'46"21 | Dominique Cornu Belgio       | a 3"26  | Janez Brajkovič Slovenia        | a 14"42 |
| Uomini Juniors         |                               |          |                              |         |                                 |         |
| Gara in linea dettagli | Ivan Rovny Russia             | 3h07'30" | Andrej Solomennikov Russia   | a 1'08" | Federico Masiero Italia         | a 1'14" |
| Cronometro dettagli    | Dmitry Sokolov Russia         | 28'49"12 | Yevgeniy Nikolenko Ucraina   | a 40"55 | Manuele Boaro Italia            | a 52"19 |
| Donne Under-23         |                               |          |                              |         |                                 |         |
| Gara in linea dettagli | Gessica Turato Italia         | 3h36'38" | Monica Holler Svezia         | a 37"   | Modesta Vžesniauskaitė Lituania | s.t.    |
| Cronometro dettagli    | Madeleine Sandig Germania     | 31'26"16 | Tatiana Guderzo Italia       | a 22"78 | Anna Zugno Italia               | a 40"35 |
| Donne Juniors          |                               |          |                              |         |                                 |         |
| Gara in linea dettagli | Aleksandra Burčenkova Russia  | 2h22'26" | Ekaterina Novozhilova Russia | s.t.    | Marta Bastianelli Italia        | a 1'51" |
| Cronometro dettagli    | Aleksandra Dawidowicz Polonia | 15'53"27 | Ausrine Trebaite Lituania    | a 25"27 | Lesya Kalitovska Russia         | a 26"70 |